# 트베리 공국
트베리 대공국(러시아어: Великое княжество Тверское 벨리코에 크니아제스트보 트베르스코에[*]) 또는 트베리 공국은 1246년부터 1485년까지 러시아의 트베리 주 일대에 존속했던 류리크 왕조 출신의 공후가 다스리던 루스 공국이다. 키예프 루스가 멸망한 이후 성립된 군소 공국들 중 하나이며, 1485년에 모스크바 대공국에 의해 멸망하였다.

## 같이 보기
- 러시아의 군주 목록